# Maltractament a discapacitats
El Maltractament a discapacitats és la violència o maltractament a discapacitats, de maneral general, pot definir-se com l'acte no accidental, únic i repetit, per acció o omissió que provoca un dany físic o psicològic a una persona gran, ja sigui per part dels fills, familiars o cuidadors. Aquestes situacions afecten a persones que per la seva major condició de vulnerabilitat es troben en una posició de dependència que els ubica en una situació de major risc en relació al maltractament.